# Deocleciano Pires Teixeira
Deocleciano Pires Teixeira (Ituaçu, 11 de outubro de 1844 - Caetité, 9 de dezembro de 1930), foi um médico e chefe político brasileiro, pai do educador Anísio Teixeira.

## Biografia
Nasceu em Nossa Senhora do Alívio do Brejo Grande, atual Ituaçu, filho de Antônio José Teixeira e de d. Maria Madalena da Silva.
Cursou medicina, tendo antes de se formar servido no corpo médico durante a Guerra do Paraguai, diplomando-se em 1870.
Mudou-se para Caetité, onde casou-se com três irmãs, sucessivamente, da família Spínola, tradicional e de prestígio no Estado da Bahia, com todas elas tendo filhos; a última delas Anna de Souza Spínola, veio a ser a genitora de Anísio Teixeira.
Exerceu a chefia política de importante grupo sertanejo, em oposição ao dr. Rodrigues Lima.
Faleceu em Caetité, em 1930, ainda exercendo o poder, que transferiu a Ovídio Teixeira.